# جوناثان س. جونز
جوناثان س. جونز (بالإنجليزية: Jonathan C. Jones)‏ هو فارس باربادوسي، ولد في 30 أبريل 1976.